# Sabine Heß
Pour les articles homonymes, voir Hess.
Sabine Heß-Schubert, née le 1er octobre 1958 à Dresde (République démocratique allemande), est une ancienne rameuse est-allemande. Elle remporte une médaille d'or aux Jeux de 1976.

## Carrière
Membre de l'équipage est-allemand du quatre avec barreuse, Hess remporte la médaille d'or aux Jeux de 1976 puis l'or en huit aux Mondiaux 1977.

## Palmarès
- Jeux olympiques d'été de 1976 à Montréal ( Canada) :
  -  médaille d'or du quatre avec barreuse

### Championnats du monde
- Championnats du monde d'aviron 1977 à Amsterdam ( Pays-Bas) :
  -  médaille d'or en huit